# 3-я Карачаровская улица
3-я Карачаровская улица (название утверждено 8 мая 1950 года) — улица в Москве, на территории района Нижегородский Юго-Восточного административного округа (исторический район Карачарово). Улица проходит в направлении с запада на восток, соединяя Перовское шоссе и 2-ю Карачаровскую улицу. Нумерация домов начинается от Перовского шоссе.

## Происхождение названия
С 1930-х годов село Карачарово вошло в черту подмосковного города Перово, который, в свою очередь, 1960 году вошёл в состав Москвы. А территория к северу от железнодорожной платформы Карачарово, где располагались посёлки Фрезер, Кавказ и Карачарово, вошла в состав Москвы уже к 1950 году.
8 мая 1950 года решением Исполнительного Комитета Московского городского Совета улица без названия в Новом Карачаровском посёлке стала именоваться 3-я Карачаровская улица. Тогда же получили своё названия 1-я и 2-я Карачаровские улицы.
Кроме того об исчезнувшем селе напоминают названия 1-го и 2-го Карачаровского проезда, Карачаровского шоссе.

## Здания и сооружения
- по нечётной стороне
  - дом 1/6 — химико-бактериологическая лаборатория МГУП «Мосводоканал»
  - дом 3 — детский сад
  - дом 11 — поликлиника № 225
- по чётной стороне
  - дом 16/6 — супермаркет «Седьмой континент»
  - дом 18 — склады ГУМ

## Транспорт

### Наземный транспорт
Общественный транспорт по улице не ходит.
На Перовском шоссе, недалеко от начала улицы есть автобусная остановка «3-я Карачаровская улица» автобусов 59, 759 и 859, на которых можно доехать до станции метро  Авиамоторная

### Ближайшие станции метро
- Нижегородская (МЦК)
- Нижегородская
- Стахановская